# Luke Thomas (Fußballspieler, 2001)
Luke Jonathan Thomas (* 10. Juni 2001 in Syston) ist ein englischer Fußballspieler, der bei Leicester City unter Vertrag steht.

## Karriere

### Verein
Thomas begann mit dem Fußballspielen bei Leicester City, für deren U18 er 2016/17 die ersten Spiele absolvierte. Dort kam er unter anderem in der Final Stage der U18-Premier League zum Einsatz. Die Saison darauf kam er vermehrt dort zum Einsatz. Außerdem absolvierte er in der Saison ein Spiel in der Premier League 2 für Leicesters U23. 2018/19 kam er für beide Mannschaften zum Einsatz und avancierte bei der U18 zum Kapitän der Mannschaft. 2019/20 war er Stammspieler in der U23 Premier League. In dieser Saison sammelte er an den letzten drei Spieltagen der Premier League Spielpraxis für die Profimannschaft, als Brendan Rodgers ihn in allen drei Spielen von Beginn an spielen ließ. Bei einem 2:0-Sieg über Sheffield United gab er in seinem Debüt die Vorlage zum 1:0 von Ayoze Pérez. Zur Saison 2020/21 erhielt er seinen ersten Profivertrag bei Leicester. Er unterschrieb bis 2024. In dieser Saison sammelte er Spielpraxis in der Europa League. Er kam in fünf von sechs Gruppenspielen zu Einsätzen. Am 26. November 2020 schoss er beim 3:3 gegen Sporting Braga sein erstes Tor für die erste Mannschaft der Foxes als er zum zwischenzeitlichen 2:2 einschoss. Am Ende des Kalenderjahres stand man als Gruppenerster in der Zwischenrunde der Europa League, kam jedoch nicht weiter. Am 11. Mai 2021 (36. Spieltag) schoss er bei einem 3:2-Sieg über Manchester United sein erstes Tor für die Profis in der Liga. Insgesamt spielte er in der Saison 2020/21 25 Mal. Anfang der Folgesaison gewann er mit seinem Team durch einen 1:0-Sieg über Manchester City den FA Community Shield.
Für die Hinrunde der Saison 2023/24 wechselte Thomas leihweise zu Aufsteiger Sheffield United. Diese wurde jedoch schon in der Winterpause wieder abgebrochen und es folgte ein weiteres Leihgeschäft bis zum Saisonende an den FC Middlesbrough.

### Nationalmannschaft
Thomas spielte von 2018 bis 2019 bei der U18 und U19 Englands. 2020 folgte der erste Einsatz für die U20 von Lee Carsley. Ab September 2021 war er fünfzehn Mal bei der U21-Auswahl der Engländer aktiv und nahm mit der Auswahl an der U-21-Europameisterschaft 2023 teil. Beim Turnier in Rumänien und Georgien kam er zu zwei Einsätzen und gewann am Ende den Titel.

## Erfolge
- FA Cup: 2021
- FA Community Shield: 2021
- U-21-Europameister: 2023